# آنا ماریا براگا
آنا ماریا براگا مافیس (زاده ۱ آوریل ۱۹۴۹) یک مجری تلویزیونی و روزنامه‌نگار برزیلی است.
او در رشته زیست‌شناسی و جانورشناسی در دانشگاه ایالتی سائوپائولو در سائو خوزه دو ریو پرتو فارغ‌التحصیل شد. او از طریق پدرش تابعیت ایتالیا را دارد. او در سال ۲۰۲۰ با تاجر فرانسوی جانی لوسه در خانه خودش در سائوپائولو ازدواج کرد.

## فیلم‌شناسی

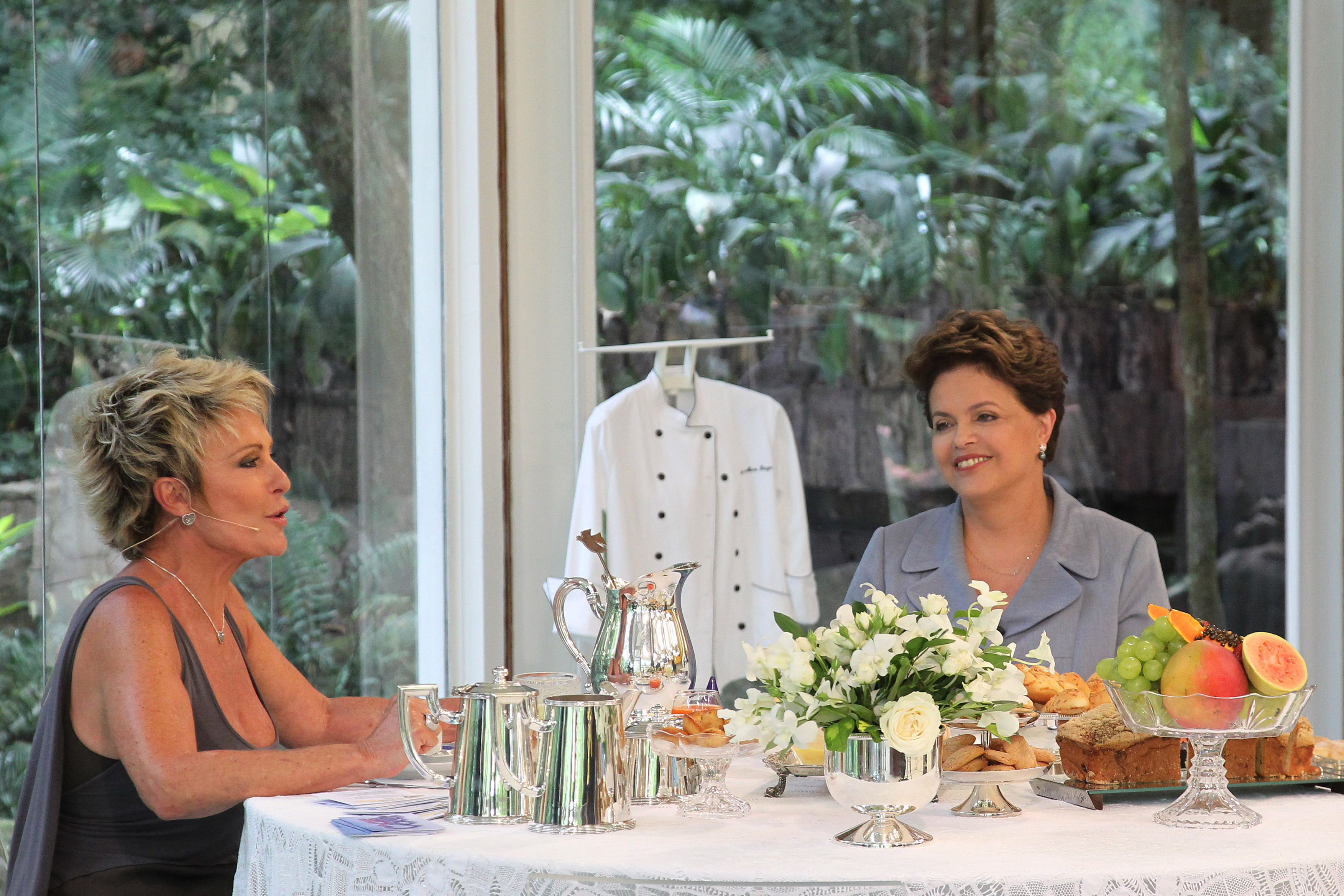
براگا با رئیس‌جمهور دیلما روسف در برنامه
شبکه رده گلوبو در سال ۲۰۱۱ مصاحبه می‌کند.

### تلویزیون

#### ارائه کننده
- شبکه خبری توپی ۱۹۷۷–۱۹۸۰ (رد توپی)
- تبصره و تبصره ۱۹۹۳–۱۹۹۹ (ضبط تلویزیون)
- برنامه آنا ماریا براگا ۱۹۹۶–۱۹۹۹ (ضبط تلویزیون)
- شما بیشتر ۱۹۹۹ - تاکنون (شبکه رده گلوبو)

#### مشارکت‌های ویژه
- ۲۰۰۰ - تصمیم بگیرید
- ۲۰۰۲ - ای کلون
- ۲۰۰۲ - یک گراند فامیلیا
- 2002 - سایت پیکاپو زرد
- ۲۰۰۴ - دیاریستا
- ۲۰۰۴ - تحت جهت جدید
- ۲۰۰۸ - بلزا پورا
- ۲۰۱۰ - با هم و مختلط
- 2010 - شور
- ۲۰۱۱ - تمرین آنلاین
- ۲۰۱۲ - لوکو پور الاس
- 2012 - پر از جذابیت
- ۲۰۱۳ - سانگ بوم
- ۲۰۱۴ - آلتو آسترال

### سینما
- 2001 - خوکسا و الف‌ها - زینگا
- 2002 - Xuxa e os Duendes ۲ - در مسیر پری - زینگا
- ۲۰۱۳ - به عنوان ماجراهای کرو - خودش